# Associazione Calcio Carpenedolo 2006-2007
Questa voce raccoglie le informazioni riguardanti l'Associazione Calcio Carpenedolo nelle competizioni ufficiali della stagione 2006-2007.

## Stagione
Nella stagione 2006-2007 il Carpenedolo disputa il girone A del campionato di Serie C2, con 52 punti ottiene il sesto posto. Discreto il campionato dei rossoneri bresciani, che arrivano a tre lunghezze dai Play-off, raccolgono 24 punti nel girone di andata e 28 in quello discendente. Sono salite in Serie C1 il Legnano con promozione diretta, ed il Lecco che ha vinto i Play-off. Ottimo il torneo dell'attacco rossonero, che con 47 reti è risultato il migliore del girone A, ma sono troppe le 41 reti che ha subito, per nutrire velleità di promozione. La coppia Lorenzini e Zubin hanno realizzato 12 reti a testa in campionato. Il Carpenedolo ha partecipato alla Coppa Italia Nazionale, indicata a parteciparvi per merito sportivo, dalla Lega Professionisti di Serie C, ma è stato subito eliminato nel primo turno dal Siena, squadra che disputa il campionato di Serie A, che si è imposto (1-2) dopo i tempi supplementari. Poi a ottobre ha partecipato alla Coppa Italia di Serie C, entrando in scena nel primo turno eliminatorio, dove nel doppio confronto ha eliminato il Venezia, poi nel secondo turno è uscita dal torneo, superato nel doppio confronto dal Prato.

## Rosa
| N. |                      | Ruolo | Calciatore            |
| -- | -------------------- | ----- | --------------------- |
|    | Italia (bandiera)    | P     | Christian Aldebrando  |
|    | Italia (bandiera)    | C     | Daniele Bordaccioni   |
|    | Italia (bandiera)    | D     | Gionata Bruni         |
|    | Italia (bandiera)    | C     | Daniele Cacciaglia    |
|    | Argentina (bandiera) | C     | Eduardo Luis Carloto  |
|    | Italia (bandiera)    | C     | Alessandro Cazzamalli |
|    | Italia (bandiera)    | C     | Giacomo Chiazzolino   |
|    | Italia (bandiera)    | C     | Alessandro Coco       |
|    | Italia (bandiera)    | D     | Giovanni De Toma      |
|    | Italia (bandiera)    | A     | Gianni Fabiano        |
|    | Italia (bandiera)    | D     | Claudio Finetti       |
|    | Italia (bandiera)    | A     | Damien Florian        |
|    | Italia (bandiera)    | C     | Luca Galuppi          |
|    | Italia (bandiera)    | C     | Nicola Iachemet       |

| N. |                     | Ruolo | Calciatore          |
| -- | ------------------- | ----- | ------------------- |
|    | Italia (bandiera)   | A     | Giuseppe Le Noci    |
|    | Italia (bandiera)   | C     | Federico Longo      |
|    | Italia (bandiera)   | A     | Giacomo Lorenzini   |
|    | Italia (bandiera)   | D     | Andrea Magagnotti   |
|    | Italia (bandiera)   | C     | Luciano Maiolini    |
|    | Italia (bandiera)   | D     | Manuel Pascali      |
|    | Italia (bandiera)   | C     | Alessandro Pialorsi |
|    | Italia (bandiera)   | D     | Andrea Preite       |
|    | Italia (bandiera)   | P     | Luca Davide Righi   |
|    | Italia (bandiera)   | C     | Federico Smanio     |
|    | Italia (bandiera)   | C     | Alessio Tombesi     |
|    | Italia (bandiera)   | D     | Massimo Volta       |
|    | Italia (bandiera)   | D     | Alessandro Wilson   |
|    | Slovenia (bandiera) | A     | Emil Zubin          |

## Risultati

### di Serie C2

#### Girone di andata
| Arbitro: | Tramontina (Udine) |

|                      |           |  |
| Gusmini 52’ Toma 85’ | Marcatori |  |

| Arbitro: | Vanoli (Novara) |

|                     |           |                             |
| Zubin 25’, 39’, 88’ | Marcatori | 13’ Cirina 87’ (rig.) Volpe |

| Arbitro: | Guerriero (Catanzaro) |

|                                    |           |                 |
| Galli 35’, 59’ (rig.) Bonacina 69’ | Marcatori | 4’, 48’ Galuppi |

| Arbitro: | Del Giovane (Albano Laziale) |

|             |           |              |
| Pascali 30’ | Marcatori | 49’ Federici |

| Arbitro: | Colasanti (Grosseto) |

|             |           |          |
| Minardi 81’ | Marcatori | 8’ Zubin |

| Arbitro: | Morabito (Messina) |

|               |           |                                |
| Lorenzini 70’ | Marcatori | 23’ (rig.) Andreini 68’ Scalzo |

| Arbitro: | Scoditti (Bologna) |

|  |           |                         |
|  | Marcatori | 31’ Galuppi 54’ Le Noci |

| Arbitro: | Cuscito (Firenze) |

|                                            |           |                                |
| Pascali 20’ Zubin 49’ Lorenzini 88’ (rig.) | Marcatori | 68’ Koffi 78’ (rig.) Malatesta |

| Arbitro: | Bo (Genova) |

|  |           |                                  |
|  | Marcatori | 77’ (aut.) Volta 90+2’ Pinamonte |

| Varese 5 novembre 2006 10ª giornata | Varese        | 0 – 0 | Carpenedolo | Stadio Franco Ossola\| Arbitro: \| Prato (Lecce) \| |
| Arbitro:                            | Prato (Lecce) |       |             |                                                     |

| Arbitro: | Giancola (Vasto) |

|                              |           |                       |
| Lorenzini 45’ Cazzamalli 58’ | Marcatori | 15’ Emerson 55’ Iezzi |

| Arbitro: | Tasso (La Spezia) |

|                 |           |           |
| Taribello 90+1’ | Marcatori | 41’ Zubin |

| Arbitro: | Donati (Ravenna) |

|                           |           |  |
| Volta 33’ Lorenzini 90+1’ | Marcatori |  |

| Arbitro: | Ballo (Trapani) |

|                      |           |             |
| Sbaccanti 47’ (rig.) | Marcatori | 75’ Le Noci |

| Arbitro: | D'Agostini (Empoli) |

|                                              |           |  |
| Le Noci 34’ Finetti 53’ Lorenzini 62’ (rig.) | Marcatori |  |

| Arbitro: | Buonocore (Nichelino) |

|                           |           |  |
| Benvenuto 17’ Perrone 55’ | Marcatori |  |

| Arbitro: | Liotta (Caltanissetta) |

|                                     |           |  |
| Zubin 15’ Lorenzini 49’, 89’ (rig.) | Marcatori |  |

#### Girone di ritorno
| Arbitro: | Merchiori (Ferrara) |

|                                |           |                                               |
| Lorenzini 70’ Zubin 79’ (rig.) | Marcatori | 18’ Ragnoli 35’ Crocetti 48’ Bonomi 75’ Salvi |

| Arbitro: | Donati (Ravenna) |

|                        |           |                  |
| Mastrolilli 50’ (rig.) | Marcatori | 33’ (rig.) Zubin |

| Arbitro: | Fatta (Palermo) |

|              |           |                |
| Lorenzini 9’ | Marcatori | 90+3’ Delpiano |

| Arbitro: | Pecorelli (Arezzo) |

|                          |           |           |
| Figos 22’ Piovanelli 87’ | Marcatori | 11’ Volta |

| Arbitro: | Stallone (Foggia) |

|                             |           |               |
| Le Noci 74’ Lorenzini 90+2’ | Marcatori | 1’, 76’ Cesca |

| Arbitro: | Nasca (Bari) |

|                       |           |                 |
| Andreini 38’ Ganz 77’ | Marcatori | 3’, 10’ Pascali |

| Arbitro: | Barbiero (Vicenza) |

|            |           |  |
| Smanio 17’ | Marcatori |  |

| Biella 4 marzo 2007 25ª giornata | Biellese        | 0 – 0 | Carpenedolo | Stadio Lamarmora\| Arbitro: \| Magno (Catania) \| |
| Arbitro:                         | Magno (Catania) |       |             |                                                   |

| Lumezzane 11 marzo 2007 26ª giornata | Lumezzane                 | 0 – 0 | Carpenedolo | Nuovo Stadio Comunale\| Arbitro: \| Pagano (Torre Annunziata) \| |
| Arbitro:                             | Pagano (Torre Annunziata) |       |             |                                                                  |

| Arbitro: | Tramontina (Udine) |

|                              |           |               |
| Fabiano 65’ Zubin 80’ (rig.) | Marcatori | 61’ Del Sante |

| Arbitro: | Ferraioli (Nocera Inferiore) |

|                                      |           |               |
| Oliveira 52’ Panetto 71’ Gennari 75’ | Marcatori | 63’ Lorenzini |

| Arbitro: | Donati (Ravenna) |

|                         |           |              |
| Zubin 75’ Pascali 90+5’ | Marcatori | 50’ Cristini |

| Arbitro: | Valentini (Città di Castello) |

|  |           |                |
|  | Marcatori | 46’ Bordacconi |

| Arbitro: | Grazioli (Maniago) |

|             |           |  |
| Pascali 49’ | Marcatori |  |

| Arbitro: | Meli (Parma) |

|  |           |                |
|  | Marcatori | 54’ Cazzamalli |

| Arbitro: | Vuoto (Livorno) |

|                                          |           |                                   |
| Bordacconi 35’ Zubin 47’ Lorenzini 90+2’ | Marcatori | 9’ (rig.) Carfora 69’ Bachlechner |

| Arbitro: | La Rocca (Ercolano) |

|              |           |           |
| Arioli 90+1’ | Marcatori | 9’ Preite |

### Coppa Italia

#### Turno preliminari
| Arbitro: | Romeo (Verona) |

|             |           |                           |
| Galuppi 47’ | Marcatori | 77’ Portanova 94’ Bogdani |

### Coppa Italia di Serie C

#### Fase ad eliminazione diretta
| Arbitro: | Candussio (Cervignano del Friuli) |

|                                    |           |             |
| Lorenzini 35’ (rig.) Cazzamali 78’ | Marcatori | 13’ M. Moro |

| Arbitro: | Ruini (Reggio Emilia) |

|             |           |                 |
| Rebecca 22’ | Marcatori | 2’, 69’ Pascali |

| Arbitro: | Andolfatto (Bassano del Grappa) |

|                                 |           |             |
| Maiolini 57’ Florian 86’ (rig.) | Marcatori | 7’ Ghidotti |

| Arbitro: | Corletto (Castelfranco Veneto) |

|             |           |  |
| Ouchene 39’ | Marcatori |  |